# Blechnaceae
Blechnaceae é uma família dentro do que definimos como samambaias Leptosporangiadas, constituída por 24 gêneros e aproximadamente 265 espécies, sendo sua distribuição ampla, considerada cosmopolita, ocorrendo a sua maioria em áreas tropicais. Ela está incluída na ordem Polypodiales, e está inclusa no táxon Eupolypods II. Grande parte das espécies são terrestres, mas algumas ocorrem em forma de trepadeiras ou com forma de crescimento de epífitas, epipétrica, escandente (em virtude de raque ou rizomas) e com diferentes caules ( rasteiro, ereto ou escandente, radialmente dictiostélico, escamoso). Como característica distintiva, essa família apresenta uma coloração avermelhada das frondes juvenis na fase de abertura, além disso, podem apresentar soros muitas vezes em fileiras ou lineares e em geral paralelos e adjacentes à nervura mediana. 

### Morfologia
As folhas da família podem ser monomórficas ou dimórficas. Pecíolo geralmente bem desenvolvido, contínuo com o caule, com 3 ou mais feixes vasculares, este geralmente provido de escamas persistentes na base e dispostos em um padrão em U. Apresentam uma lâmina pinatífida a 1-pinada, grande, glabra ou ocasionalmente com glândulas ou escamas, sendo menos frequente simples e lobadas e raramente bipinadas. Venação livre ou raro parcialmente anastomosante, sem nervuras livres inclusas nas aréolas, com nervuras coletoras em Salpichlaena (6). As espécies de Blechnaceae se caracterizam pelos soros abaxiais alongados, paralelos e contíguos ao eixo dos segmentos ou à nervura mediana, recobertos por indúsio introrso (Dittrich et al. 2007). 

### Estruturas reprodutivas
Pinhas/segmentos férteis com pelo menos uma fileira de aréolas costais, seu arco externo formando principalmente o receptáculo dos soros ou de uma ferida longa e contínua, ou uma vascularização soral especial presente. Indúsio linear abrindo-se em direção à costa, raras vezes sem indúsio. Esporângios grandes, longos ou curto-pedicelados, glabros, com ânulo longitudinal e interrompidos pelo pedicelo. Esporos reniformes, subglobosso, monoletes, aclorofilados, amarelados, perisporo, geralmente enrugados, com ornamentos granulares adaxialmente (a ornamentação é variada). 

## Géneros
A família Blechnaceae inclui 24 géneros, dependendo do sistema de classificação adoptado. O género Blechnum é provavelmente parafilético, com as espécies do género Doodia (e possivelmente outras) incluídas no seu âmbito. Os resultados obtidos pelos métodos da filogenia molecular indicam que será possível que a família Blechnaceae possa conter apenas dois géneros monofiléticos.
- Blechnum L. 1753
- Brainea J.Sm. 1856
- Doodia R.Br. 1810 (incluído no género Blechnum[5])
- Pteridoblechnum Hennipman 1966
- Sadleria Kaulf. 1824
- Salpichlaena J.Sm. 1841
- Steenisioblechnum Hennipman 1985
- Stenochlaena J.Sm. 1841
- Woodwardia Sm. 1793
- Lorinseria C.Presl 1851

## Filogenia
O cladograma abaixo mostra a relação mais provável, à luz dos actuais conhecimentos, entre as Blechnaceae e as restantes famílias incluídas no taxon Eupolypods II.

|  | Diplaziopsidaceae                                               |
|  |                                                                 |
|  | \| \| Aspleniaceae \| \| \| \| \| \| Hemidictyaceae \| \| \| \| |
|  |                                                                 |
|  | Aspleniaceae                                                    |
|  |                                                                 |
|  | Hemidictyaceae                                                  |
|  |                                                                 |

|  | Aspleniaceae   |
|  |                |
|  | Hemidictyaceae |
|  |                |

|  | Diplaziopsidaceae                                               |
|  |                                                                 |
|  | \| \| Aspleniaceae \| \| \| \| \| \| Hemidictyaceae \| \| \| \| |
|  |                                                                 |
|  | Aspleniaceae                                                    |
|  |                                                                 |
|  | Hemidictyaceae                                                  |
|  |                                                                 |

|  | Aspleniaceae   |
|  |                |
|  | Hemidictyaceae |
|  |                |

|  | \| \| Onocleaceae \| \| \| \| \| \| Blechnaceae \| \| \| \| |
|  |                                                             |
|  | Athyriaceae                                                 |
|  |                                                             |
|  | Onocleaceae                                                 |
|  |                                                             |
|  | Blechnaceae                                                 |
|  |                                                             |

|  | Onocleaceae |
|  |             |
|  | Blechnaceae |
|  |             |

|  | \| \| Onocleaceae \| \| \| \| \| \| Blechnaceae \| \| \| \| |
|  |                                                             |
|  | Athyriaceae                                                 |
|  |                                                             |
|  | Onocleaceae                                                 |
|  |                                                             |
|  | Blechnaceae                                                 |
|  |                                                             |

|  | Onocleaceae |
|  |             |
|  | Blechnaceae |
|  |             |

|  | \| \| Onocleaceae \| \| \| \| \| \| Blechnaceae \| \| \| \| |
|  |                                                             |
|  | Athyriaceae                                                 |
|  |                                                             |
|  | Onocleaceae                                                 |
|  |                                                             |
|  | Blechnaceae                                                 |
|  |                                                             |

|  | Onocleaceae |
|  |             |
|  | Blechnaceae |
|  |             |

|  | \| \| Onocleaceae \| \| \| \| \| \| Blechnaceae \| \| \| \| |
|  |                                                             |
|  | Athyriaceae                                                 |
|  |                                                             |
|  | Onocleaceae                                                 |
|  |                                                             |
|  | Blechnaceae                                                 |
|  |                                                             |

|  | Onocleaceae |
|  |             |
|  | Blechnaceae |
|  |             |

|  | Diplaziopsidaceae                                               |
|  |                                                                 |
|  | \| \| Aspleniaceae \| \| \| \| \| \| Hemidictyaceae \| \| \| \| |
|  |                                                                 |
|  | Aspleniaceae                                                    |
|  |                                                                 |
|  | Hemidictyaceae                                                  |
|  |                                                                 |

|  | Aspleniaceae   |
|  |                |
|  | Hemidictyaceae |
|  |                |

|  | Diplaziopsidaceae                                               |
|  |                                                                 |
|  | \| \| Aspleniaceae \| \| \| \| \| \| Hemidictyaceae \| \| \| \| |
|  |                                                                 |
|  | Aspleniaceae                                                    |
|  |                                                                 |
|  | Hemidictyaceae                                                  |
|  |                                                                 |

|  | Aspleniaceae   |
|  |                |
|  | Hemidictyaceae |
|  |                |

|  | \| \| Onocleaceae \| \| \| \| \| \| Blechnaceae \| \| \| \| |
|  |                                                             |
|  | Athyriaceae                                                 |
|  |                                                             |
|  | Onocleaceae                                                 |
|  |                                                             |
|  | Blechnaceae                                                 |
|  |                                                             |

|  | Onocleaceae |
|  |             |
|  | Blechnaceae |
|  |             |

|  | \| \| Onocleaceae \| \| \| \| \| \| Blechnaceae \| \| \| \| |
|  |                                                             |
|  | Athyriaceae                                                 |
|  |                                                             |
|  | Onocleaceae                                                 |
|  |                                                             |
|  | Blechnaceae                                                 |
|  |                                                             |

|  | Onocleaceae |
|  |             |
|  | Blechnaceae |
|  |             |

|  | \| \| Onocleaceae \| \| \| \| \| \| Blechnaceae \| \| \| \| |
|  |                                                             |
|  | Athyriaceae                                                 |
|  |                                                             |
|  | Onocleaceae                                                 |
|  |                                                             |
|  | Blechnaceae                                                 |
|  |                                                             |

|  | Onocleaceae |
|  |             |
|  | Blechnaceae |
|  |             |

|  | \| \| Onocleaceae \| \| \| \| \| \| Blechnaceae \| \| \| \| |
|  |                                                             |
|  | Athyriaceae                                                 |
|  |                                                             |
|  | Onocleaceae                                                 |
|  |                                                             |
|  | Blechnaceae                                                 |
|  |                                                             |

|  | Onocleaceae |
|  |             |
|  | Blechnaceae |
|  |             |

|  | Diplaziopsidaceae                                               |
|  |                                                                 |
|  | \| \| Aspleniaceae \| \| \| \| \| \| Hemidictyaceae \| \| \| \| |
|  |                                                                 |
|  | Aspleniaceae                                                    |
|  |                                                                 |
|  | Hemidictyaceae                                                  |
|  |                                                                 |

|  | Aspleniaceae   |
|  |                |
|  | Hemidictyaceae |
|  |                |

|  | Diplaziopsidaceae                                               |
|  |                                                                 |
|  | \| \| Aspleniaceae \| \| \| \| \| \| Hemidictyaceae \| \| \| \| |
|  |                                                                 |
|  | Aspleniaceae                                                    |
|  |                                                                 |
|  | Hemidictyaceae                                                  |
|  |                                                                 |

|  | Aspleniaceae   |
|  |                |
|  | Hemidictyaceae |
|  |                |

|  | \| \| Onocleaceae \| \| \| \| \| \| Blechnaceae \| \| \| \| |
|  |                                                             |
|  | Athyriaceae                                                 |
|  |                                                             |
|  | Onocleaceae                                                 |
|  |                                                             |
|  | Blechnaceae                                                 |
|  |                                                             |

|  | Onocleaceae |
|  |             |
|  | Blechnaceae |
|  |             |

|  | \| \| Onocleaceae \| \| \| \| \| \| Blechnaceae \| \| \| \| |
|  |                                                             |
|  | Athyriaceae                                                 |
|  |                                                             |
|  | Onocleaceae                                                 |
|  |                                                             |
|  | Blechnaceae                                                 |
|  |                                                             |

|  | Onocleaceae |
|  |             |
|  | Blechnaceae |
|  |             |

|  | \| \| Onocleaceae \| \| \| \| \| \| Blechnaceae \| \| \| \| |
|  |                                                             |
|  | Athyriaceae                                                 |
|  |                                                             |
|  | Onocleaceae                                                 |
|  |                                                             |
|  | Blechnaceae                                                 |
|  |                                                             |

|  | Onocleaceae |
|  |             |
|  | Blechnaceae |
|  |             |

|  | \| \| Onocleaceae \| \| \| \| \| \| Blechnaceae \| \| \| \| |
|  |                                                             |
|  | Athyriaceae                                                 |
|  |                                                             |
|  | Onocleaceae                                                 |
|  |                                                             |
|  | Blechnaceae                                                 |
|  |                                                             |

|  | Onocleaceae |
|  |             |
|  | Blechnaceae |
|  |             |

|  | Diplaziopsidaceae                                               |
|  |                                                                 |
|  | \| \| Aspleniaceae \| \| \| \| \| \| Hemidictyaceae \| \| \| \| |
|  |                                                                 |
|  | Aspleniaceae                                                    |
|  |                                                                 |
|  | Hemidictyaceae                                                  |
|  |                                                                 |

|  | Aspleniaceae   |
|  |                |
|  | Hemidictyaceae |
|  |                |

|  | Diplaziopsidaceae                                               |
|  |                                                                 |
|  | \| \| Aspleniaceae \| \| \| \| \| \| Hemidictyaceae \| \| \| \| |
|  |                                                                 |
|  | Aspleniaceae                                                    |
|  |                                                                 |
|  | Hemidictyaceae                                                  |
|  |                                                                 |

|  | Aspleniaceae   |
|  |                |
|  | Hemidictyaceae |
|  |                |

|  | \| \| Onocleaceae \| \| \| \| \| \| Blechnaceae \| \| \| \| |
|  |                                                             |
|  | Athyriaceae                                                 |
|  |                                                             |
|  | Onocleaceae                                                 |
|  |                                                             |
|  | Blechnaceae                                                 |
|  |                                                             |

|  | Onocleaceae |
|  |             |
|  | Blechnaceae |
|  |             |

|  | \| \| Onocleaceae \| \| \| \| \| \| Blechnaceae \| \| \| \| |
|  |                                                             |
|  | Athyriaceae                                                 |
|  |                                                             |
|  | Onocleaceae                                                 |
|  |                                                             |
|  | Blechnaceae                                                 |
|  |                                                             |

|  | Onocleaceae |
|  |             |
|  | Blechnaceae |
|  |             |

|  | \| \| Onocleaceae \| \| \| \| \| \| Blechnaceae \| \| \| \| |
|  |                                                             |
|  | Athyriaceae                                                 |
|  |                                                             |
|  | Onocleaceae                                                 |
|  |                                                             |
|  | Blechnaceae                                                 |
|  |                                                             |

|  | Onocleaceae |
|  |             |
|  | Blechnaceae |
|  |             |

|  | \| \| Onocleaceae \| \| \| \| \| \| Blechnaceae \| \| \| \| |
|  |                                                             |
|  | Athyriaceae                                                 |
|  |                                                             |
|  | Onocleaceae                                                 |
|  |                                                             |
|  | Blechnaceae                                                 |
|  |                                                             |

|  | Onocleaceae |
|  |             |
|  | Blechnaceae |
|  |             |

O cladograma abaixo mostra a relação evolutiva provável dentro da Ordem Polypodiales e o conhecimento atual que há sobre a relação entre as Blechnaceae e as demais famílias do táxon Eupolypods II.

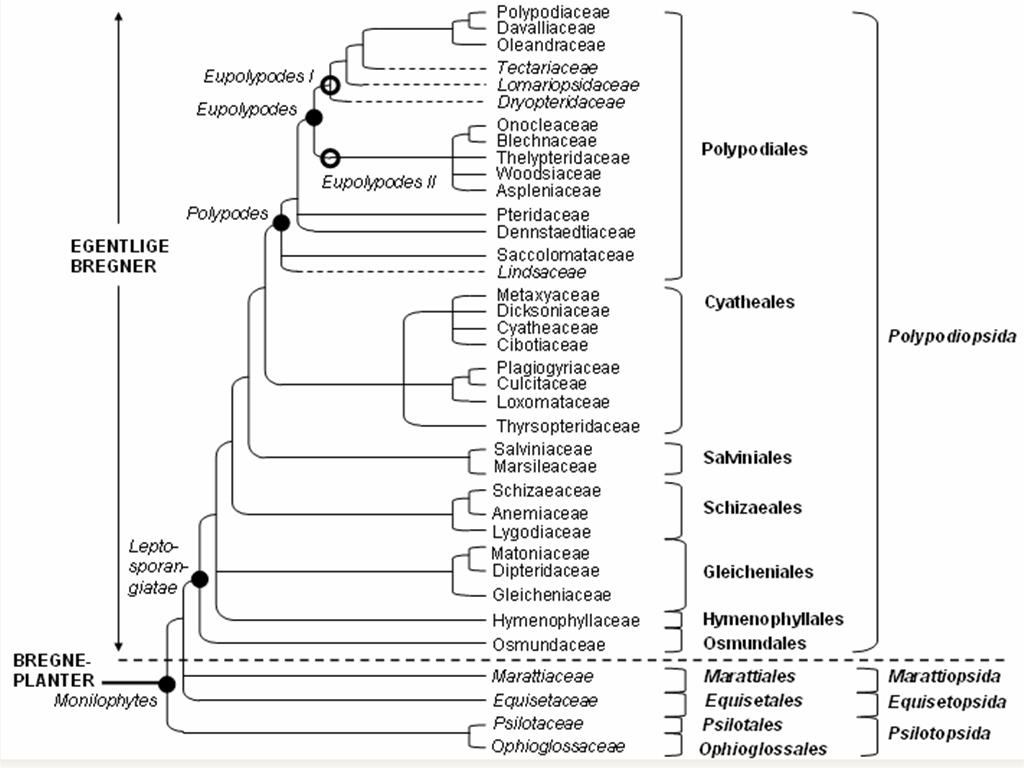

É uma família considerada monofilética. A família Blechnaceae tem sido muito estudada, especialmente no contexto filogenético, que permitiu propor que a família fosse composta por 24 gêneros, em que Parablechnum C. Presl. é o mais diversificado, com cerca de 65 espécies, sendo o mais distribuído nas regiões tropicais e subtropicais. Contudo, ainda há incertezas em relação ao número exato de gêneros, análises moleculares de Molino (2022), baseadas em marcadores de cloroplastos, relatam baixo suporte dos ramos mais profundos, tendo como explicação uma radiação adaptativa rápida e recente, evolução reticulada, polimorfismo ancestral, hibridização ou todos esses eventos juntos . Além disso, vários táxons estão mal definidos, porque o que é considerado uma espécie acaba por ser um complexo de espécies, como é o caso de P. loxense (Kunth) Gasper & Salino, P.proliferum (Rosenst.) Gasper & Salino e P. stipitellatum (Sodiro) Gasper & Salino, entre outros.
A hibridização é um dos principais motivos da diversidade biológica, sendo um grande mecanismo que favorece a evolução das linhagens nas samambaias e que também poderia explicar a evolução dentro do gênero Parablechnum. Na família Blechnaceae foram registrados híbridos, principalmente nos gêneros Austroblechnum Gasper & VAO Dittrich, Blechnum L. e Lomaridium C. Presl.

## Ocorrência e Distribuição
Podem ser encontradas em regiões tropicais e, especialmente, temperadas do Hemisfério sul. No mundo há dois grandes centros de diversidade e endemismo: os Neotrópicos e a Australásia/Oceania. O gênero Blechum é conhecido como um elemento florístico do Hemisfério sul, mas também é importante no Havaí, e no continente Americano ocorre desde o Alasca até o extremo sul do Continente. O gênero Woodwardia é um táxon primariamente da América do Norte, podendo ser encontrado em florestas, córregos e brejos, especialmente em regiões montanhosas. Blechnaceae ocorre em uma ampla gama de habitats, principalmente terrestres, mas raramente são encontradas em ambientes secos. Elas desempenham papéis ecológicos importantes na vegetação de alguns arquipélagos oceânicos como Tristan da Cunha, Juan Fernandez e Hawaii. 
No Brasil, a família Blechnaceae está representada, atualmente, por 31 espécies e dois gêneros, sendo que destas, nove são encontradas na região Nordeste (DITTRICH; SALINO, 2014).

## Espécies brasileiras
No Brasil, a família Blechnaceae está representada por Austroblechnum, Blechnum, Cranfillia, Lomaria, Lomaridium, Lomariocycas, Neoblechnum, Parablechnum, Salpichlaena e Telmatoblechnum (Dittrich, V.A.O., Gasper, A.L., Cárdenas, G.G. 2020.). 
- Austroblechnum andinum
- Austroblechnum divergens
- Austroblechnum lehmannii
- Austroblechnum organense
- Austroblechnum penna-marina
- Austroblechnum squamipes
- Cranfillia caudata
- Cranfillia mucronata (Fée)
- Lomaridium plumieri
- Neoblechnum brasiliense
- Telmatoblechnum serrulatum

## Estados de Ocorrência no Brasil
- Norte (Acre, Amazonas, Amapá, Pará, Rondônia, Roraima, Tocantins)
- Nordeste (Alagoas, Bahia, Ceará, Maranhão, Paraíba, Pernambuco, Piauí, Rio Grande do Norte, Sergipe)
- Centro-Oeste (Distrito Federal, Goiás, Mato Grosso do Sul, Mato Grosso)
- Sudeste (Espírito Santo, Minas Gerais, Rio de Janeiro, São Paulo)
- Sul (Paraná, Rio Grande do Sul, Santa Catarina)

## Domínios de Ocorrência no Brasil
A depender da espécie, a sua distribuição varia em determinados domínios morfoclimáticos do Brasil. Há determinadas espécies que ocorrem em regiões de campo de altitude, na região sul e sudeste, na área de domínio de Mata Atlântica. Espécies do gênero Austroblechnum costumam estar presentes em regiões de altitude mais elevada, a depender do indivíduo encontram-se em planaltos ou em cadeias de montanhas. Algumas espécies podem crescer na região da floresta atlântica e florestas de Araucária, floresta estacional semidecidual, restingas, até no domínio do Cerrado. (Dittrich, 2017)

## Importância Econômica
Algumas espécies da família Blechnaceae são bastante utilizadas no paisagismo, cultivadas como ornamentais em algumas regiões. 